# Joel Bergvall
Joel Bergvall (1973) é um cineasta sueco. Foi indicado ao Oscar de melhor documentário de longa-metragem na edição de 1999 pelo trabalho na obra Victor.